# Core Animation
Core Animation — технология, разработанная компанией Apple Inc. для создания анимаций. Apple впервые публично продемонстрировала её 7 августа 2006 года во время выступления Worldwide Developers Conference. Core Animation выполняется на отдельном от основных программ потоке, практически не влияя на производительность системы на многоядерных машинах. Однако данная технология требует Core Image-совместимого Mac.
Анимации с Core Animation автоматизированы и могут быть получены с минимальным вмешательством разработчика. Когда разработчик изменяет атрибут компонента, Core Animation автоматически видоизменяет его промежуточными шагами (цвет, прозрачность и т. д.) между начальным и конечным значениями, визуально улучшая приложения и уменьшая количество исходного кода, который бы потребовался при использовании стандартных средств и технологий, предоставляемых Cocoa.
Например, установка прозрачности объекта в значение 0 (полностью прозрачный) вызвало бы эффект затухания. Изменение его размера применило бы эффект масштабирования, а перемещение объекта применило бы эффект скольжения. К компонентам Cocoa, использующим Core Data, применимы эффекты изменения лежащих в их основе моделей. Например, массив данных, отображаемых в виде листбокса, сортируется. Тогда к элементам списка применяется эффект, и они скользят с места на место.